# Ніканор Дуарте
О́скар Ніканор Дуарте Фрутос (ісп. Óscar Nicanor Duarte Frutos, народився 11 жовтня 1956 в містечку Коронель-Овьєдо, Кааґуасу, Парагвай) — Президент Парагваю (2003 - 2008).

## Біографія
1974 Дуарте здобув ступінь бакалавра зі словесностей, в 1984 став доктором права Католицького університету Асунсьйона, в 1989 — доктором Національного університету Асунсьйона. 
Вступивши у правлячу партію Колорадо після повалення режиму Альфредо Стресснера, він став міністром освіти і культури в уряді президента Хуана Карлоса Васмосі (1993). У лютому 1997, через політичні розбіжності, Дуарте пішов із міністерської посади і створив нову партію «Рух за перебудову Колорадо». 
У січні 2001 повернувся до Колорадо (знов міністр освіти з 2001 по 2003), а 22 грудня 2002 став кандидатом від неї на президентських виборах і 27 квітня 2003 переміг на них, набравши 37,1 % голосів. Він став одинадцятим президентом від партії Колорадо, змінивши на посту Луїса Ангеля Ґонсалеса Маччі.
Дуарте проводив лівішу політику, ніж попередні уряди Парагваю протягом 60 років. Зокрема, виступаючи проти вільного торгового ринку і налагоджуючи контакти з лівими урядами в Латинській Америці.
Під час його правління велася боротьба з корупцією, зокрема був арештований і засуджений екс-президент Маччі.
Згідно з результатами виборів 2008 року, 15 серпня його змінив єпископ католицької церкви Фернандо Луґо.